# Halowe Mistrzostwa Wielkiej Brytanii w Lekkoatletyce 2011
Halowe Mistrzostwa Wielkiej Brytanii w Lekkoatletyce 2011 – zawody lekkoatletyczne, które odbyły się Sheffield 12 i 13 lutego. Czempionat był kwalifikacją do reprezentacji kraju na halowe mistrzostwa Europy w Paryżu (4–6 marca).
Piąta zawodniczka biegu na 3000 metrów – Szwajcarka Livia Burri ustanowiła wynikiem 9:24,40 halowy rekord swojego kraju.

## Rezultaty

### Mężczyźni
| Konkurencja:              | 1. miejsce      | Rezultat   | 2. miejsce             | Rezultat   | 3. miejsce       | Rezultat   |
| Bieg na 60 m              | Dwain Chambers  | 6,57 SB    | Harry Aikines-Aryeetey | 6,64 SB    | Craig Pickering  | 6,67       |
| Bieg na 200 m             | Danny Talbot    | 20,89 PB   | Andy Turner            | 20,94      | Richard Strachan | 21,27      |
| Bieg na 400 m             | Nigel Levine    | 46,76 PB   | Richard Buck           | 47,30      | Nick Leavey      | 47,72      |
| Bieg na 800 m             | Joe Thomas      | 1:47,87    | Andrew Osagie          | 1:47,96 SB | Guy Learmonth    | 1:49,34 PB |
| Bieg na 1500 m            | Nick McCormick  | 3:45,30 PB | Lewis Moses            | 3:45,57 PB | Colin McCourt    | 3:45,63 SB |
| Bieg na 3000 m            | Andrew Baddeley | 7:54,60 SB | Ross Murray            | 7:59,19 PB | Jonathan Mellor  | 8:00,49 PB |
| Bieg na 60 m przez płotki | Andy Turner     | 7,61 SB    | Gianni Frankis         | 7,75 =PB   | Lawrence Clarke  | 7,77       |
| Skok wzwyż                | Tom Parsons     | 2,31       | Robbie Grabarz         | 2,25 PB    | Matthew Roberts  | 2,18 SB    |
| Skok o tyczce             | Max Eaves       | 5,61 PB    | Luke Cutts             | 5,51 SB    | Steven Lewis     | 5,51 SB    |
| Skok w dal                | Ezekiel Ewulo   | 7,60 PB    | J.J. Jegede            | 7,52       | Dan Bramble      | 7,46 PB    |
| Trójskok                  | Ben Williams    | 15,88 SB   | Ade Babatunde          | 15,60 PB   | Michael Puplampu | 15,34      |
| Pchnięcie kulą            | Scott Rider     | 17,96 SB   | Jamie Williamson       | 17,58 SB   | Carl Fletcher    | 17,00 PB   |

### Kobiety
| Konkurencja:              | 1. miejsce      | Rezultat   | 2. miejsce         | Rezultat   | 3. miejsce      | Rezultat   |
| Bieg na 60 m              | Jodie Williams  | 7,24 PB    | Bernice Wilson     | 7,25 PB    | Jeanette Kwakye | 7,33       |
| Bieg na 200 m             | Joice Maduaka   | 23,64 SB   | Katherine Endacott | 23,74      | Joey Duck       | 23,93      |
| Bieg na 400 m             | Kelly Sotherton | 53,46 SB   | Kelly Massey       | 53,58 PB   | Laura Wake      | 53,97 PB   |
| Bieg na 800 m             | Marilyn Okoro   | 2:04,36    | Danielle Christmas | 2:06,04    | Ciara Everard   | 2:07,98    |
| Bieg na 1500 m            | Stacey Smith    | 4:22,96 PB | Orla Drumm         | 4:25,12 SB | Sara Treacy     | 4:25,31 PB |
| Bieg na 3000 m            | Helen Clitheroe | 8:55,26    | Gemma Turtle       | 8:57,24 PB | Laura Kenney    | 9:08,32    |
| Bieg na 60 m przez płotki | Gemma Bennett   | 8,22       | Louise Wood        | 8,41 SB    | Gemma Werrett   | 8,41       |
| Skok wzwyż                | Jessica Ennis   | 1,88 SB    | Isobel Pooley      | 1,85 PB    | Pamela Hughes   | 1,79 PB    |
| Skok o tyczce             | Holly Bleasdale | 4,36       | Kate Dennison      | 4,26 SB    | Sally Peake     | 4,16 PB    |
| Skok w dal                | Kelly Proper    | 6,35       | Dominque Blaize    | 6,25       | Kim Murray      | 6,11 PB    |
| Trójskok                  | Laura Samuel    | 13,24 PB   | Hannah Frankson    | 13,02 PB   | Sinead Gutzmore | 12,95 PB   |
| Pchnięcie kulą            | Eden Francis    | 15,85 SB   | Shaunagh Brown     | 14,91 PB   | Sophie McKinna  | 14,91 PB   |